# 八路军重庆办事处旧址
八路军重庆办事处旧址，位于重庆市渝中区红岩村13号，一般以红岩村指代，是中共中央南方局和八路军重庆办事处所在地。现隶属红岩革命纪念馆。

## 简介
抗日战争全面爆发后，1938年10月，侵华日军占领广州、武汉，国民政府迁都重庆，八路军在重庆设立八路军重庆办事处。1939年1月，中共中央南方局在重庆成立，周恩来任书记，董必武、叶剑英、秦邦宪、凯丰、吴克坚等任常委，全面领导中国共产党在国统区的工作。因为国民政府不允许中共党组织公开活动，所以中共中央南方局是秘密的，设在公开机关八路军重庆办事处内，最初中共中央南方局和八路军重庆办事处的办公地点在机房街70号。
1939年5月3日至4日，日军飞机轰炸重庆，机房街70号被炸毁。董必武、博古等人率南方局和办事处大部分人员迁往红岩嘴，散住在大有农场工人宿舍及堆放柴草、杂物的数处茅草房内。1939年5月中旬，在征得红岩嘴大有农场主人饶国模女士同意后，将原大有农场一幢三层楼重建为南方局、办事处的办公住宿大楼，由办事处人员自行设计并修建，1939年秋完工，南方局、办事处全部迁此办公。自此，周恩来、董必武、叶剑英、吴玉章、王若飞等领导人一直常驻在此。1945年，毛泽东自延安来到重庆进行重庆谈判时，也住在这里。这里是抗日战争时期重庆重要的政治活动中心之一。1947年3月，中国国民党发动全面内战后，南方局、办事处的工作人员全部返回延安。这里的地名当时是红岩嘴，因其地质成分主要是侏罗纪红色页岩而得名。地方政府将这里的门牌号编为红岩嘴13号，1945年改为红岩村13号。
1958年，以红岩村13号八路军重庆办事处旧址大楼为主体的红岩革命纪念馆对外开放。
1956年8月16日，“八路军办事处旧址”公佈為四川省第一批歷史及革命文物保護單位。1980年7月7日，“中共中央南方局及八路军重庆办事处旧址”重新公佈為四川省第一批文物保護單位。1961年3月4日，“八路军重庆办事处旧址”公布為第一批全國重點文物保護單位，包括红岩村13号、曾家岩50号。2001年公布第五批全国重点文物保护单位时，中共代表团驻地旧址、《新华日报》营业部旧址归入“八路军重庆办事处旧址”。

## 建筑
八路军重庆办事处办公大楼坐落在“大有农场”西北坡上。坐北朝南，是一栋二楼一底的深灰色砖木结构建筑，外看二层、实为三层，占地面积800平方米，进深15.5米，楼宽32.4米，高17米，共有房间54间。
- 底层：是公开机关八路军重庆办事处的办公室（皖南事变前，新四军重庆办事处也在此办公）[1]。
- 二层：是南方局机关和领导人的办公室兼卧室。周恩来的办公室兼卧室是南方局负责人开会的地方。1945年毛泽东重庆谈判时，在这里居住41天。二层最大的一个房间是南方局和办事处的图书室[1]。
- 三层：是南方局、办事处干部的工作间及宿舍。在此处办公的机要科设有秘密电台，主要负责与延安及各地电台的联系及机要文件的传送[1]。